# Morgan (métro de Chicago)
Pour les articles homonymes, voir Morgan.
Morgan est une station commune aux lignes verte et rose du métro de Chicago. Elle est située dans le quartier de West Loop, juste à l'ouest du Loop.
Une première station est ouverte en 1893 et fermée et détruite en 1948. Une nouvelle station est rouverte en 2012 après des années de lobbying intense de la part des résidents locaux.

## Description
Établie en aérien, la station Morgan est située sur la Lake Branch, tronçon commun aux lignes verte et rose du métro de Chicago. La distance actuelle entre les stations Ashland et Clinton est de 2,1 km, Morgan est située à égale distance d’elles.

### Première station
La station Morgan est l'une des vingt stations initiale de la Lake Street Elevated quand elle est mise en service le 6 novembre 1893. 
Elle a fonctionné en permanence jusqu'en 1948, année où elle est fermée en raison de sa faible fréquentation et de la volonté de la Chicago Transit Authority de réduire ses coûts et d’accélérer le service sur la ligne. Elle est ensuite détruite car la station Halsted street située quatre blocks à l’est paraissait suffisante pour desservir le quartier. 
La station Halsted est fermée lors de la grande réhabilitation de la ligne verte en 1994 et n’a jamais été rouverte. Cette fermeture était impopulaire, et depuis cette date, les résidents communautaires, les entreprises et les organisations locales et des membres de la marine marchande de la Fulton Market Association ont tout tenté pour rétablir un point d’arrêt dans le quartier qui sur les quinze dernières années a vu s’établir de grands immeubles résidentiels, de nombreux restaurants, des discothèques populaires et surtout les célèbres studios Harpo d'Oprah Winfrey, une attraction touristique majeure de Chicago.

### Nouvelle station
Le chantier d’un montant de 40 millions de dollars attribué à la firme Transystems a débuté le 1er mars 2010 et les travaux se sont terminés avec six mois de retard sur le planning prévu soit le 7 mai 2012. La nouvelle station est accessible aux personnes à mobilité réduite grâce à deux ascenseurs et elle est desservie par les lignes verte et rose, elle est également équipée d’un garage à vélos. 

Chantier nouvelle station
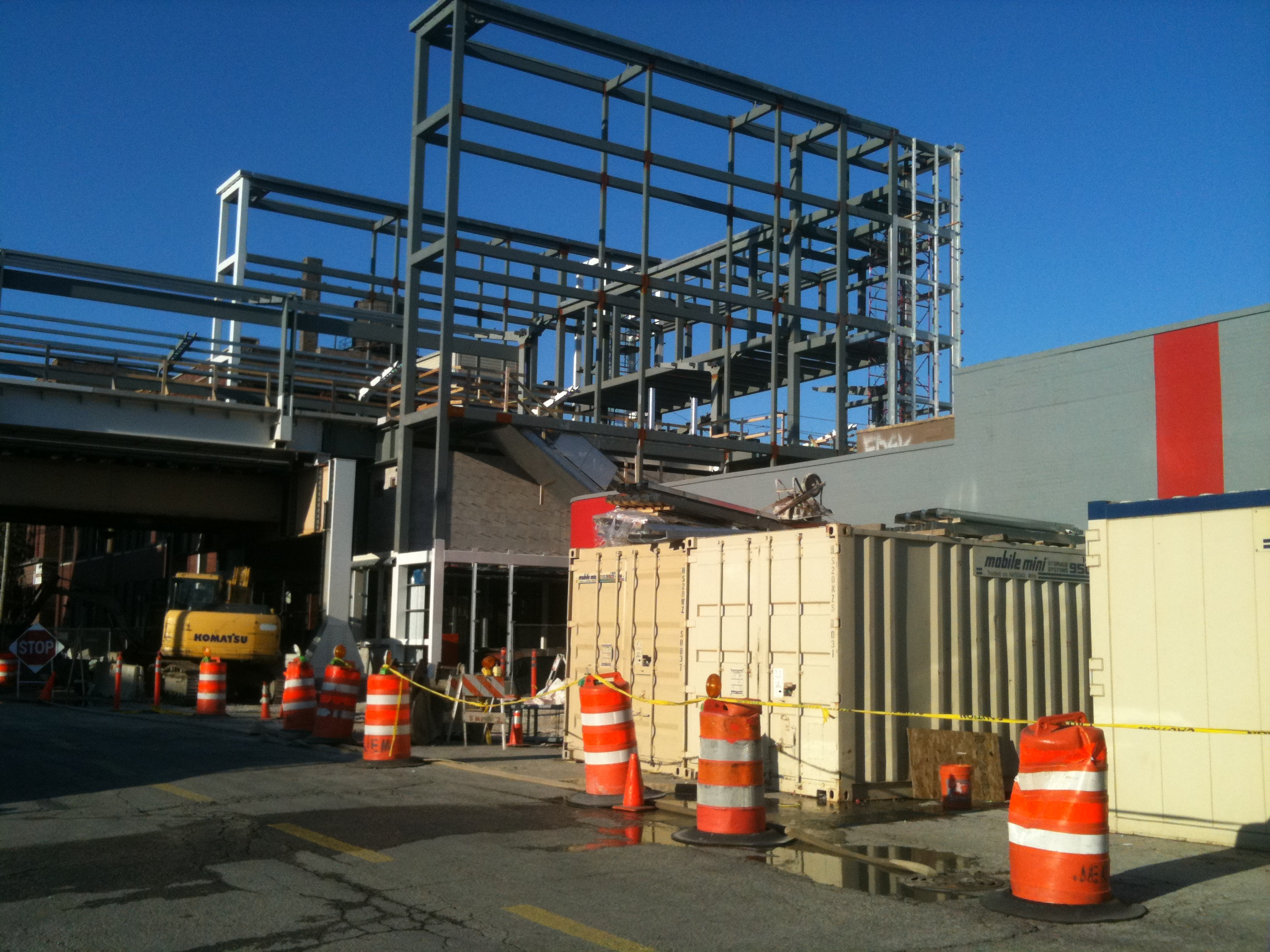
En 2011.
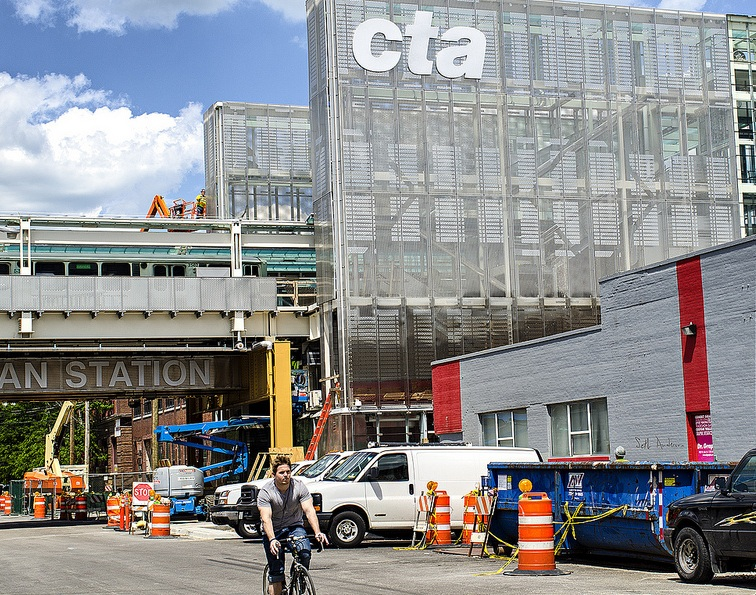
En mai 2012.

## Service des voyageurs

### Accueil
Elle dispose d'ascenseurs et est accessible aux personnes à mobilité réduite. Il y a deux quais latéraux.

### Dessertes
Morgan est desservie par les rames de la ligne verte et de la ligne rose.
| Nord/Ouest               |  |             |  | Sud/Est                                   |
| ------------------------ |  | ----------- |  | ----------------------------------------- |
| Ashland vers Harlem/Lake |  | ligne verte |  | Clinton vers Ashland/63rd / Cottage Grove |
| Ashland vers 54th/Cermak |  | ligne rose  |  | Clinton vers 54th/Cermak via Clark/Lake   |
| modifier sur Wikidata    |  |             |  |                                           |

### Intermodalité
Une station de vélos en libre-service Divvy y est aménagée.

Nouvelle station
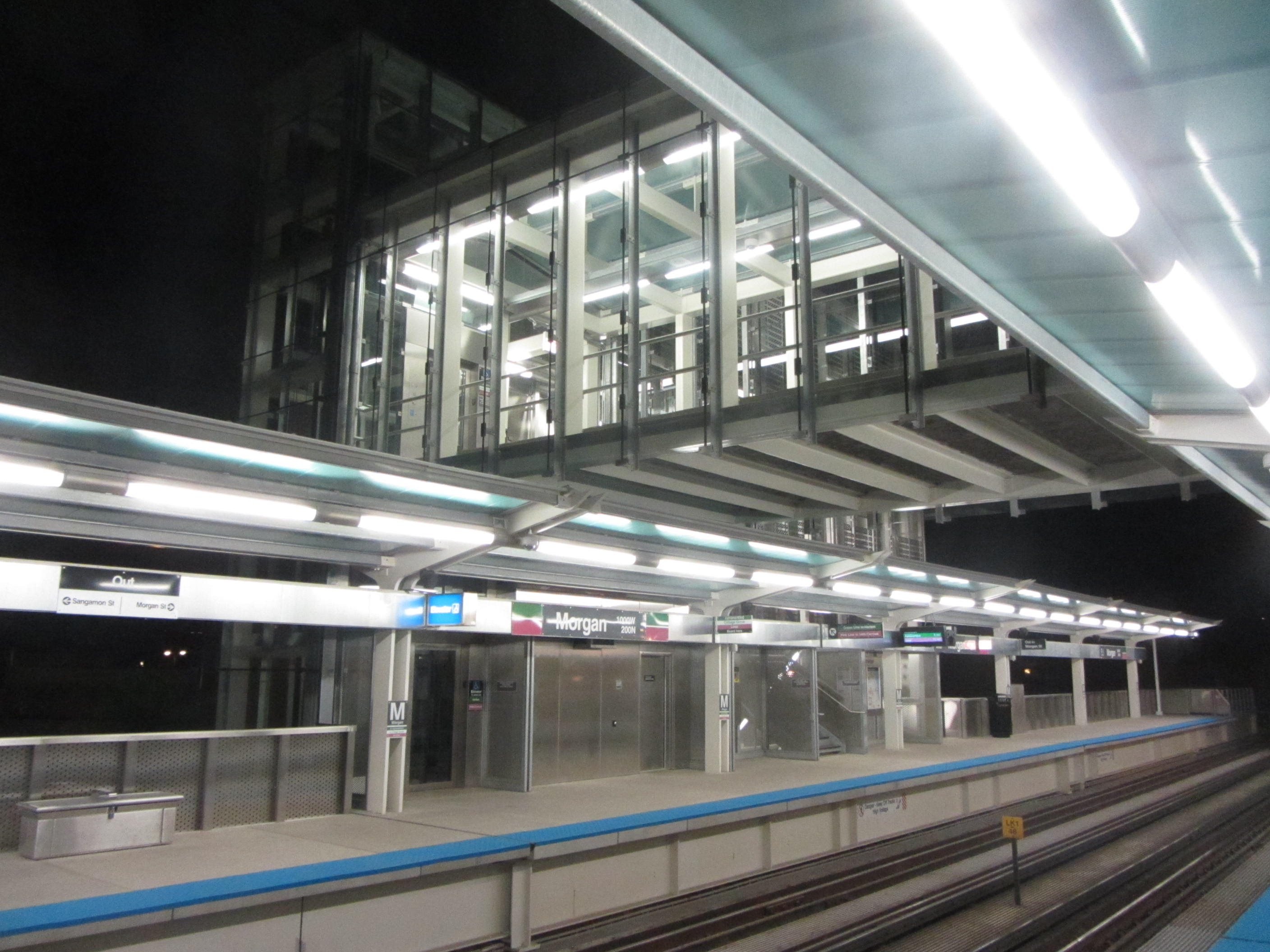
Quai et ascenseur.
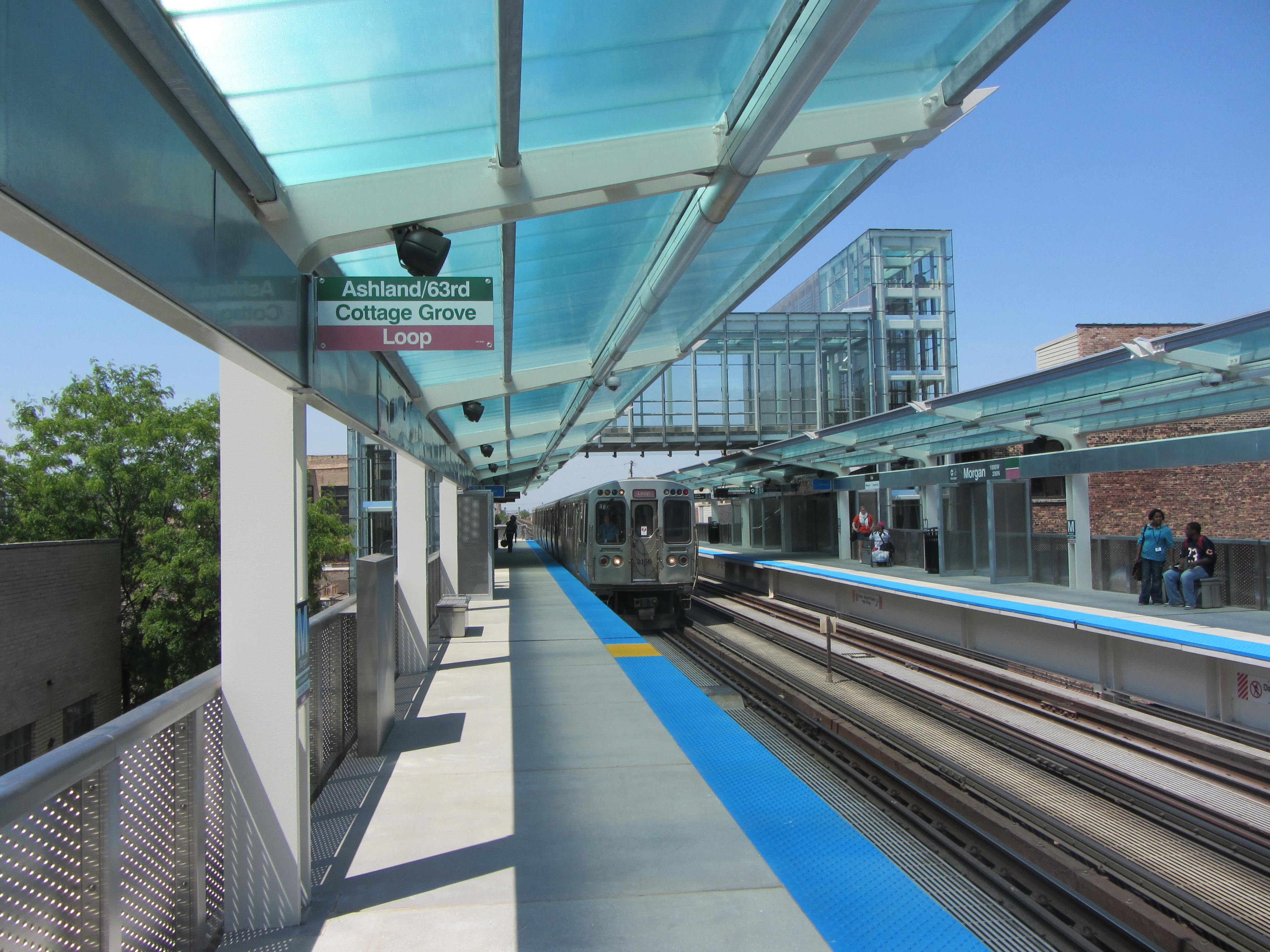
Quais et voies.
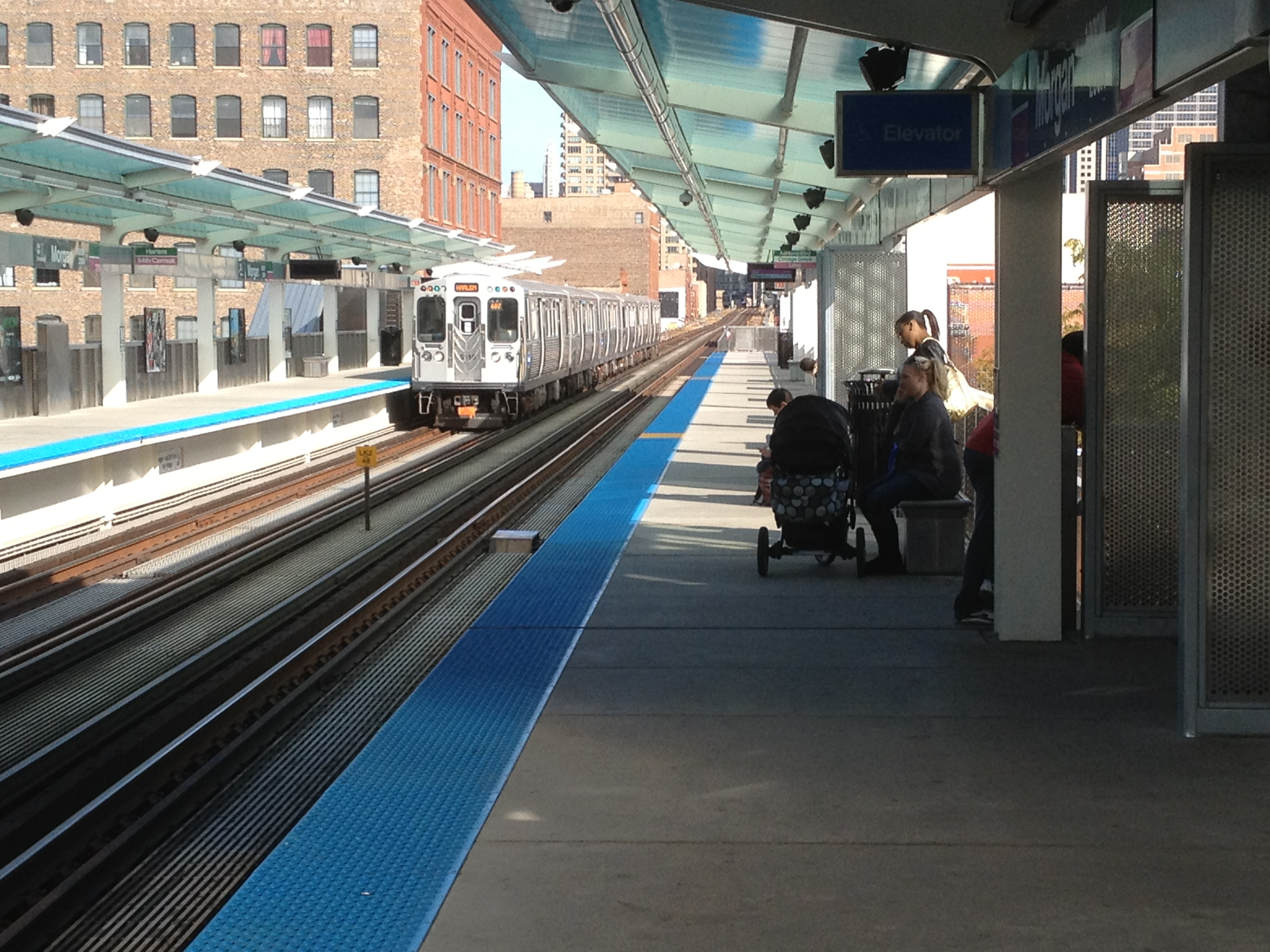
Quais et voies.